# 兵庫県道33号塩瀬宝塚線
兵庫県道33号塩瀬宝塚線（ひょうごけんどう33ごう しおせたからづかせん）は、兵庫県西宮市生瀬東町から同県宝塚市下佐曽利に至る主要地方道に指定された県道である。

## 概要
西宮市域は起点付近のわずか500mだけで、残りは宝塚市である。十万辻を経由することから「十万道路」とも呼ばれる。
宝塚市街地と西谷地区を結ぶ重要な路線である。ただし、切畑交差点（兵庫県道324号切畑猪名川線との交点）から宝塚市玉瀬地内の阪急田園バス前田橋バス停付近の間は短絡する市道が整備されているため、県道33号線側を通行する車はごく少ない。特に切畑交差点〜兵庫県道327号切畑道場線との交点間は大型車の通行が困難であったが、並行する新名神高速道路の工事に伴う道路整備により、この区間も2車線が確保された。
当道路から市道宝塚北インター線を経由すると新名神高速道路の宝塚北スマートICに至る。

### 路線データ
- 起点：西宮市生瀬東町（生瀬橋東詰交差点、国道176号交点）
- 終点：宝塚市下佐曽利（兵庫県道68号川西三田線交点）
- 総延長：約21.183 km

## 歴史
- 1993年（平成5年）5月11日 - 建設省から、県道鳥脇宝塚停車場線・県道切畑多田院線の一部・県道切畑猪名川線の一部・県道笹尾塩瀬線の一部が塩瀬宝塚線として主要地方道に指定される[1]。

## 地理

### 通過する自治体
- 兵庫県
  - 西宮市 - 宝塚市

### 交差する道路
- 国道176号・兵庫県道337号生瀬門戸荘線（西宮市生瀬東町・生瀬橋東詰交差点、起点）
- 兵庫県道325号切畑多田院線（宝塚市切畑鳥ケ脇 ）
- 兵庫県道324号切畑猪名川線（宝塚市切畑辻ケ谷）
- 兵庫県道327号切畑道場線（宝塚市切畑検見）
- 宝塚市道宝塚北インター線（宝塚市切畑、新名神高速道路 宝塚北SICに間接接続）
- 兵庫県道68号川西三田線（宝塚市下佐曽利、終点）

### 沿道
- 宝塚市営長尾山霊園
- 宝塚カートフィールド
- スポーツニッポンカントリー倶楽部
- 宝塚高原ゴルフクラブ
- 大宝塚ゴルフクラブ
- 新宝塚カントリークラブ